# Felimida krohni
Felimida krohni (Vérany, 1846) è mollusco nudibranco appartenente alla famiglia Chromodorididae.

## Descrizione
Corpo con colorazione molto variabile, bianco-giallo, azzurro, rosato, con caratteristiche righe gialle sul dorso, spesso interrotte. Rinofori e ciuffo branchiale blu-violacei. Fino a 3 centimetri. Simile a Felimida binza , da cui si distingue per il colore dei rinofori e del ciuffo branchiale.

## Biologia
Osservato spesso su Hymeniacidon sanguinea, si nutre di Poriferi del genere Ircinia.

## Distribuzione e habitat
Frequente nel mar Mediterraneo su coralligeno o tra Posidonia oceanica, tra 10 e 50 metri di profondità.